# Língua oowekyala
Oowekyala /uːˈwiːkjələ/, também chamada Ooweekeeno e Wuikyala (seu endônimo), é um dialeto (ou uma sublíngua) do idioma Heiltsuk-Oowekyala, uma língua  Wakashan Setentrional que já foi falada (hoje quase extinta em torno da assentamento indígena Rivers Inlet e do lago Owikeno, litoral da Colúmbia Britânica. Seus falantes são os Wuikinuxv da nação indígena com mesmo nome.
O nome pode ser escrito como Wuikala, Wuikenukv, Oweekeno, Wikeno, Owikeno, Oowekeeno, Oweekano, Awikenox, Oowek'yala, Oweek'ala.

## Fonologia

### Consoantes
São 45 as consoantes Oowkyala:
|           |             | Labial | Alveolar  | Alveolar | Alveolar | Velar | Velar  | Uvular | Uvular | glotal |
| central   | lateral     | Labial | sibilante | plana    | labial   | plana | labial |        |        | glotal |
| --------- | ----------- | ------ | --------- | -------- | -------- | ----- | ------ | ------ | ------ | ------ |
| Plosiva   | sonora      | b      | d         | dl       | dz       | ɡ     | ɡʷ     | ɢ      | ɢʷ     |        |
| Plosiva   | aspirada    | pʰ     | tʰ        | tɬʰ      | tsʰ      | kʰ    | kʷʰ    | qʰ     | qʷʰ    |        |
| Plosiva   | ejetiva     | pʼ     | tʼ        | tɬʼ      | tsʼ      | kʼ    | kʷʼ    | qʼ     | qʷʼ    |        |
| Fricativa | Fricativa   |        |           | ɬ        | s        | x     | xʷ     | χ      | χʷ     |        |
| Sonorante | curta       | m      | n         | l        |          | j     | w      |        |        | ɦ      |
| Sonorante | longa       | mː     | nː        | lː       |          |       |        |        |        |        |
| Sonorante | glotalizada | mˀ     | nˀ        | lˀ       |          | jˀ    | wˀ     |        |        | ʔ      |

Fonologicamente, as africadas são tratadas como oclusivas, as nasais e os aproximantes são tratadas como sonorantes. Além disso,  / ɦ / e  / ʔ / são também tratadas como sonorantes.

### Vogais
Oowekyala tem fonemas vogais curtos, longos e glotalizados:
|         | Anteriort | Anteriort   | Anteriort | Central | Central     | Central | Posterior | Posterior   | Posterior |
| curta   | longa     | glotalizada | curta     | longa   | glotalizada | curta   | longa     | glotalizada |           |
| ------- | --------- | ----------- | --------- | ------- | ----------- | ------- | --------- | ----------- | --------- |
| Fechada | i         | iː          | iˀ        |         |             |         | u         | uː          | uˀ        |
| Medial  |           |             |           | ə       |             |         |           |             |           |
| Aberta  |           |             |           | a       | aː          | aˀ      |           |             |           |

## Sílabas
Oowekyala, assim como a língua nuxalk (Bella Coola), permite longas seqüências de obstruentes, como na seguinte palavra de 7 obstruentes:
[t͡sʼkʷʼχtʰt͡ɬʰkʰt͡sʰ]  'o invisível aqui-comigo será curto'   (Howe 2000: 5)